# Nicole Odelberg Modin
Nicole Erica Odelberg Modin, född 2 maj 1994, är en svensk fotbollsspelare som spelar för IK Uppsala i Damallsvenskan.

## Karriär
Odelberg Modin började spela fotboll i Västerås IK och gick därifrån till Gideonsbergs IF. Hon gjorde 11 mål för Gideonsbergs IF och vann skytteligan i Division 2 Norra Svealand 2010, då klubben även blev uppflyttade till Division 1. Säsongen 2011 spelade hon 18 ligamatcher och gjorde fyra mål. Säsongen 2012 var klubben åter i Division 2 och Odelberg Modin gjorde 11 mål på 15 ligamatcher.
Inför säsongen 2013 gick Odelberg Modin till Västerås BK30. Hon debuterade och gjorde två mål den 21 april 2013 i en 4–0-vinst över Öfvre Adolfsberg FC. Odelberg Modin spelade totalt 18 ligamatcher och gjorde sju mål under säsongen 2013. Följande säsong gjorde hon nio mål på 19 ligamatcher. Säsongen 2015 var Odelberg Modin klubbens lagkapten och gjorde 12 mål på 21 ligamatcher då Västerås BK30 slutade på andraplats i Division 1 efter IFK Nyköping.
I januari 2016 värvades Odelberg Modin av AIK, där hon skrev på ett ettårskontrakt. Den 21 maj 2016 gjorde Odelberg Modin ett hattrick i en 6–4-vinst över Växjö DFF. Totalt gjorde sju mål på 24 matcher i Elitettan 2016. Efter säsongen förlängde Odelberg Modin sitt kontrakt med ett år. Säsongen 2017 gjorde hon tre mål på 18 ligamatcher. Samtliga tre målen gjorde hon den 12 november 2017 i en 5–1-vinst över Holmalunds IF.
Inför säsongen 2018 förlängde Odelberg Modin återigen sitt kontrakt i AIK med ett år. Odelberg Modin gjorde den 13 oktober 2018 ett hattrick i en 5–0-vinst över IF Böljan. Totalt gjorde hon 14 mål på 23 matcher i Elitettan 2018. Följande säsong gjorde Odelberg Modin nio mål på 21 ligamatcher.
Inför säsongen 2020 värvades Odelberg Modin av IK Uppsala.